# Erik slagbrellir Eriksson
Erik slagbrellir Eriksson (n. 1090) fue un caudillo vikingo de Noruega, y un personaje de la saga Orkneyinga. Se casó con Ingigerd Kalisdatter (n. 1135), hija del jarl Ragnvald Kali Kolsson de las Orcadas, y de ese matrimonio tuvieron amplia descendencia:
- Harald Eiriksson, murió en la batalla de Wick (1198).
- Magnus mangi Eriksson (n. 1157), murió el 15 de junio de 1184, en Sogn og Fjordane, Noruega.
- Elin Eriksson (n. 1159), murió en la batalla de Wick (1198).
- Ingebiorg Eriksdatter (n. 1161)
- Elin Eriksdatter (n. 1162)
- Ragnhild Eriksdatter (n. 1164)
- Rognvald Eriksson (n. 1165)